# 29439 Maxfabiani
29439 Maxfabiani è un asteroide della fascia principale. Scoperto nel 1997, presenta un'orbita caratterizzata da un semiasse maggiore pari a 2,2553539 au e da un'eccentricità di 0,0888030, inclinata di 5,85746° rispetto all'eclittica.
L'asteroide è dedicato all'architetto e urbanista italiano Max Fabiani.